# Endrosa imbuta
Endrosa imbuta är en fjärilsart som beskrevs av Jacob Hübner 1827. Endrosa imbuta ingår i släktet Endrosa och familjen björnspinnare. Inga underarter finns listade i Catalogue of Life.